# مؤید حسن
مؤید حسن فضیلی (زادهٔ ۲۸ ژانویهٔ ۱۹۹۲) یک بازیکن فوتبال اهل قطر است.

## باشگاهی
از باشگاه‌هایی که در آن بازی کرده‌است می‌توان به الغرافه اشاره کرد.

## تیم ملی
وی همچنین در تیم ملی فوتبال قطر بازی کرده است.